# Le Baizil
Le Baizil è un comune francese di 274 abitanti situato nel dipartimento della Marna nella regione del Grand Est.

## Società

### Evoluzione demografica
Abitanti censiti